# 구라 제거기
구라 제거기(영어: hoax eliminator)는 안랩의 ‘세이프 트랜잭션’, 잉카인터넷 ‘엔프로텍트’ 등 60여 가지 보안 프로그램을 클릭 한 번에 삭제해주는 소프트웨어이다. 개인 개발자 블루앤라이브(BLUEnLIVE)에 의해 개발되었으며, 여기서 "구라"는 "보안"이라고 언급되지만 컴퓨터에 유해한 "구라"를 의미한다. 온라인 은행 업무 등을 통해 컴퓨터에 설치된 키보드 보안 프로그램, 그리드 등은 개인용 컴퓨터의 성능을 떨어트리기 때문에 이것들을 일괄 삭제함으로써 전반적인 컴퓨터 성능을 정상으로 회복시켜준다.